# Verwaltungsgemeinschaft Neusalza-Spremberg
Die Verwaltungsgemeinschaft Neusalza-Spremberg ist eine sächsische Verwaltungsgemeinschaft im Landkreis Görlitz. Sie liegt im Westen des Landkreises, zirka 11 km südwestlich der Stadt Löbau und 26 km nordwestlich der Stadt Zittau. Im Süden grenzt sie an die Tschechische Republik.

## Gründung
Im Interesse einer effektiven Verwaltungsarbeit innerhalb der Nachbargemeinden Neusalza-Sprembergs wurde am 10. August 1999 eine Verwaltungsgemeinschaft (zunächst) zwischen der Stadt Neusalza-Spremberg und den Gemeinden Schönbach und Dürrhennersdorf gegründet. Durch die Eingemeindung von Friedersdorf als Ortsteil der Stadt Neusalza-Spremberg am 1. Januar 2008, gehört nun auch die ehemalige selbständige Gemeinde zur Verwaltungsgemeinschaft. Die Stadtverwaltung Neusalza-Spremberg bearbeitet „als erfüllende Gemeinde“ seit dem 1. Januar 2002 alle Geschäfte der laufenden Verwaltung für die Mitgliedsgemeinden. Das neue Rathaus der Stadt Neusalza-Spremberg (seit 1993) – zuvor Berufsschule – stellt zugleich das administrative Zentrum der 1999 gebildeten Verwaltungsgemeinschaft Neusalza-Spremberg dar. Das Gebäude schuf 1888 der Baumeister Johann Ernst Fabian aus Ebersbach/Sa. nach Plänen des Dresdener Architekten und Baubeamten Edmund Bräter (1855–1925) als Sitz eines neuen Königlich-Sächsischen Amtsgerichts. Zu dessen Gerichtsbezirk gehörten damals neben Spremberg und dem Städtchen Neusalza auch die umliegenden Ortschaften Oppach, Taubenheim, Cunewalde, Schönberg, Halbau, Köblitz, Schönbach, Dürrhennersdorf und Neuschönberg.

## Gemeinden mit ihren Ortsteilen
- Dürrhennersdorf mit den Ortsteilen Dürrhennersdorf und Neuschönberg
- Neusalza-Spremberg mit den Ortsteilen Neusalza-Spremberg, Neuspremberg, Sonneberg und Friedersdorf mit der Siedlung Neufriedersdorf
- Schönbach

## Amtsblatt
Die Stadt Neusalza-Spremberg gibt seit 1996 ein Amtsblatt für die Bürger der Verwaltungsgemeinschaft heraus. Der Titel des monatlich erscheinenden lokalen Presseorgans lautet: Amtsblatt der Verwaltungsgemeinschaft für die Stadt Neusalza-Spremberg mit dem Ortsteil Friedersdorf sowie den Gemeinden Dürrhennersdorf und Schönbach. Als historischer Vorläufer gelten die Mitteilungen der Stadt Neusalza-Spremberg, die in loser Folge von November 1990 bis März 1996 erschienen. Das Erscheinen des qualitativ und quantitativ ansprechenderen Amtsblattes der Verwaltungsgemeinschaft ab Mai 1996 geht auf die gemeinsame Initiative der damaligen Bürgermeister der Stadt Neusalza-Spremberg (Günter Paulik) und der  Gemeinden Dürrhennersdorf (Albrecht Gubsch), Friedersdorf (Theodor Grundmann) und Schönbach (Uwe Petruttis) zurück. Das Amtsblatt wird beim Verlag Linus Wittich KG Herzberg gedruckt.